# Santa Eulalia (Álava)
Santa Eulalia es una localidad del concejo de Marinda, que está situado en el municipio de Cuartango, en la provincia de Álava, España.

## Historia
Hacia mediados del siglo XIX, el lugar, ya por entonces perteneciente a Cuartango, tenía contabilizada una población de 42 habitantes. Aparece descrito en el séptimo volumen del Diccionario geográfico-estadístico-histórico de España y sus posesiones de Ultramar de Pascual Madoz con las siguientes palabras:

EULALIA (Santa): l. del ayunt. de Cuartango, en la prov. de Alava, part. jud. de Añana (3 1/2 leg.), c. g. de las Provincias Vascongadas (á Vitoria 4), aud. terr. de Burgos, dióc. de Calahorra. sit. en llano, con clima templado y sano: tiene 8 casas, igl. parr. (Sta. Eulalia), servida por un cura beneficiado de nombramiento del prelado: una fuente de buenas aguas. Confina el term. N. Urbina de Basabe; E. Villamanca; S. Arriano, y O. Archuna. El terreno es de buena calidad; le baña un riach. que viene del monte Guibijo, y se confunde al salir de este térm. con el r. Bayas. Los caminos son locales. prod.: trigo, cria de ganado vacuno y de cerda, y caza de perdices, liebres y zorras. pobl.: 7 vec. y 42 alm. contr. con su ayuntamiento. (V.)
(Madoz, 1847, pp. 626-627)

En 2022, tenía empadronados diez habitantes.

## Demografía
| Gráfica de evolución demográfica de Santa Eulalia entre 2000 y 2017 |
|                                                                     |
| Población de derecho según los censos de población del INE.         |

## Patrimonio
Hay en el lugar una iglesia de Santa Eulalia de Mérida.